# Amphibolia vidua
Amphibolia vidua är en tvåvingeart som först beskrevs av Guerin-meneville 1843.  Amphibolia vidua ingår i släktet Amphibolia och familjen parasitflugor. Inga underarter finns listade i Catalogue of Life.